# 22599 Хетерхол
22599 Хетерхол (22599 Heatherhall) — астероїд головного поясу, відкритий 23 квітня 1998 року.
Тіссеранів параметр щодо Юпітера — 3,548.